# Nouadhibou
Nouadhibou (tidligere kendt som Port-Étienne) er en by i det vestlige Mauretanien, der med et indbyggertal på cirka 90.000 er Mauretaniens næststørste by og samtidig landets finansielle centrum. Byen ligger på halvøen Ras Nouadhibou ved den mauretanske atlanterhavskyst.
- Gade i Nouadhibou
- Skibskirkegård i Nouadhibou

- Wikimedia Commons har flere filer relateret til Nouadhibou

20°56′N 17°04′V / 20.933°N 17.067°V